# Airbus (société)
« EADS » redirige ici.  Pour la ville, voir Eads (Colorado). Pour l'acteur, voir George Eads.
Le groupe Airbus est un groupe européen actif dans l'industrie et le secteur aéronautique et spatial, tant civil que militaire. Officiellement basé aux Pays-Bas, il regroupe de nombreuses entreprises internationales avec des lieux de productions situés essentiellement en Allemagne, en Espagne, en France et au Royaume-Uni. Ses filiales les plus notoires sont Airbus Commercial Aircraft, Airbus Defence and Space et Airbus Helicopters.
Lors de sa création en 2000, le groupe se nomme European Aeronautic Defence and Space company (EADS) et est détenu par Lagardère et Daimler, il résulte d’une concentration de la quasi-totalité des constructeurs allemands, espagnols et français. Il a ensuite repris le nom de sa principale filiale, l'avionneur Airbus, spécialisé dans les avions civils créée en 1969, avec laquelle il fusionne.
Depuis 2013, la majorité du capital du groupe est sur le marché boursier. Avec 130 000 salariés et un chiffre d’affaires de 66,8 milliards d'euros en 2017, le groupe est l’un des champions mondiaux du secteur aéronautique civil et spatial, et est en bonne place dans l'aéronautique militaire. Ses activités les plus importantes sont la construction d’avions de ligne, d’hélicoptères et d’avions militaires. À travers la participation à diverses entreprises, le groupe est engagé dans les lanceurs spatiaux, les satellites artificiels, les missiles et les avions de combat.

## Histoire

### Les premières collaborations européennes
Les différentes entreprises aéronautiques européennes commencent à collaborer dans les années 1950-1960 avec le développement d’avions militaires comme le C-160 Transall, le Breguet Atlantic ou encore le Panavia Tornado. En 1986, le développement de l’Eurofighter est partagé entre Messerschmitt-Bölkow-Blohm, British Aerospace, Aeritalia et CASA. La France s’est retirée du programme, car elle souhaitait un avion utilisable sur un porte-avion, et a lancé le programme Dassault Rafale. En 1999, Airbus et CASA créent une filiale commune Airbus Military Company pour la préparation de l’offre de l’avion de transport militaire A400M.
En 1962, un accord est signé entre Sud-Aviation et British Aircraft Corporation sur le développement du Concorde. Le 18 décembre 1970, le consortium Airbus est créé par l’Aérospatiale (créée par nationalisations et fusions successives de tous les constructeurs français), Messerschmitt-Bölkow-Blohm et VFW-Fokker pour développer et produire l’A300. L’année suivante, l’espagnol Construcciones Aeronáuticas Sociedad Anónima (CASA) rejoint le consortium, suivi par British Aerospace en 1979 qui participe au développement de l’A310,. Le programme A320 est lancé en 1984, suivi par les A330 et A340 en 1987.

Logo de DaimlerChrysler Aerospace

En 1989, les sociétés allemandes Dornier (groupe Daimler-Benz), Messerschmitt-Bölkow-Blohm, MTU München et Telefunken Systemtechnik fusionnent pour créer Deutsche Aerospace (DASA), qui deviendra Daimler-Benz Aerospace puis DaimlerChrysler Aerospace .
D’autres alliances sont créées : sur les lanceurs spatiaux, le programme Ariane est lancé en 1973, en coopération européenne. La coentreprise Avions de transport régional est créée en 1982 avec Aeritalia. Sur les hélicoptères, l’Aérospatiale et DASA fusionnent leurs filiales pour créer Eurocopter en 1992. La société française privée Matra détenue par Lagardère coopère avec des industries britanniques sur les missiles (Matra BAe Dynamics en 1996) et les satellites artificiels (Matra Marconi Space). Matra souhaite de plus racheter Thomson-CSF lors de sa privatisation, qui est finalement mariée à Alcatel et à Dassault Aviation.

### La création d'un groupe européen
En 1995, dans un contexte de fin de la guerre froide et de la baisse des budgets de défense, Lockheed Martin, plus important groupe de défense est créé. En 1997, les Américains Boeing et McDonnell Douglas fusionnent, ce qui encourage les Européens à entrer dans la voie des restructurations dans le domaine de la défense. En 1996, une fusion est envisagée entre l’Aérospatiale et Dassault, mais la dissolution de l’Assemblée nationale met fin aux discussions. Le 9 décembre 1997, la France, l’Allemagne et le Royaume-Uni publient une déclaration trilatérale demandant à leurs industriels de défense de présenter avant le 31 mars 1998 un projet de regroupement. Un projet complexe est alors présenté, prévoyant la création d’une société intégrée nommée European aerospace and defense company (EADC), qui pourrait en plus être associée à l’italien Finmeccanica et au suédois Saab. Le projet, trop complexe, échoue ; une des raisons est que l’industriel français Aérospatiale est public alors que le britannique British Aerospace et l’allemand DASA sont privés.

Logo d’Aerospatiale-Matra

La même année, Aérospatiale et Matra fusionnent. L’État français détient 48 % du capital de la nouvelle société (sa participation résulte d’une sous estimation des actifs de l’Aerospatiale). Lagardère détient 33 %, 17 % des parts étant gérées en bourse et 2 % étant détenues par le personnel du groupe.
En 2000, c’est une fusion British Aerospace-DASA qui est envisagée. Cette opération est contrecarrée par la mise en vente par le groupe General Electric Company de sa filiale Marconi Electronic Systems dont le rachat par British Aerospace donne naissance à BAE Systems. Cette fusion a incité DASA à devenir réceptif à la possibilité de rapprochement avec Aérospatiale,
European Aeronautic Defence and Space company (EADS) est créée le 10 juillet 2000 par la fusion de DaimlerChrysler Aerospace (hors MTU Aero Engines), Aerospatiale-Matra et Construcciones Aeronauticas. Son capital est réparti entre DaimlerChrysler, Lagardère, les États français et espagnol et un tiers est flottant. Des accords assez complexes entre les différents actionnaires prévoient des dispositions relatives à la composition du conseil d’administration, à des droits spécifiques de l’État français (notamment les reserved et qualified voting matters, c’est-à-dire les sujets devant obligatoirement être soumis à vote, voire être entérinés à une majorité qualifiée, du conseil d’administration) en ce qui concerne certaines décisions stratégiques relatives, notamment, aux missiles balistiques d’EADS. Un système de coprésidence franco-allemande est mis en place : Jean-Luc Lagardère et Manfred Bischoff sont coprésidents du conseil d’administration (ils avaient ces fonctions dans Aérospatiale-Matra et DASA) alors que Philippe Camus (qui était président exécutif d’Aérospatiale-Matra) et Rainer Hertrich (en) sont coprésidents exécutifs,,. Les présidences des filiales et les principales fonctions du groupe sont réparties entre dirigeants français et allemands.
De nouvelles entreprises européennes voient le jour :
- Airbus qui existait auparavant sous la forme d’un GIE et qui lance à cette occasion l’avion A380[23] ;
- Astrium (fusion de Matra Marconi Space et de la division spatiale de DASA) ;
- MBDA (fusion des sociétés Matra BAe Dynamics, Aerospatiale Matra Missiles et Alenia Marconi Systems).

Ces trois sociétés sont codétenues avec BAE et, dans le cas de MBDA, avec Finmeccanica.
En 2001, Jean-Luc Lagardère envisage une fusion avec BAE, mais le projet n’aboutit pas même s’il sera repris régulièrement. BAE revend ses parts d’Astrium à EADS en 2003 ainsi que celles d’Airbus en 2006.

### 2000-2007: Les premières années
Après la mort de Jean-Luc Lagardère, le 27 février 2003, Jean-Louis Gergorin, directeur de la coordination stratégique d’EADS, a le sentiment qu’il s’agit d’un assassinat orchestré par la mafia russe et des dirigeants de Thomson-CSF (devenue Thales). Il écrit une lettre anonyme au juge Renaud Van Ruymbeke où il dénonce l’ouverture de compte à la chambre de compensation Clearstream par d’anciens dirigeants de Thomson et par Philippe Delmas, adjoint de Noël Forgeard à la direction d’Airbus. Après la présentation de l’Airbus A380 le 18 janvier 2005 en présence de plusieurs chefs de gouvernement, Philippe Delmas est placé en garde à vue. Plus tard le juge se rendra compte que les fichiers sont des faux créés par Jean-Louis Gergorin avec l’aide d’Imad Lahoud.
En novembre 2004, un rapprochement de Thales et EADS est envisagé, mais celui-ci n’aboutira pas (la prise de participation dans Thales sera à nouveau évoqué en 2008, lorsque Alcatel-Lucent revendra ses parts à Dassault Aviation). Après une bagarre entre Philippe Camus et Noël Forgeard, c’est ce dernier qui devient coprésident exécutif du groupe.
Les années 2006 et 2007 sont difficiles pour le groupe. Alcatel, en fusion avec Lucent Technologies et actionnaire de Thales souhaite apporter à cette dernière son activité spatiale. EADS manifeste son intention de créer un Airbus de l’espace, en fusionnant sa filiale satellite Astrium avec celle d’Alcatel sous le contrôle de Thales contre une part du capital du groupe de défense. Cette proposition est refusée par les dirigeants d’Alcatel qui cède effectivement son activité et Alcatel Alenia Space devient Thales Alenia Space. Les coopérations dans le domaine spatial resteront un sujet récurrent.
Les résultats pâtissent principalement de trois charges exceptionnelles que sont les provisions pour faire face aux retards de l’avion de transport militaire A400M, celles dues au lancement du long-courrier A350 (qui deviendra l’A350 XWB), et aussi celles constituées pour Power8, le plan de redressement d’Airbus. À cela s’est ajouté l’impact de la détérioration de la parité entre le dollar et l’euro. Dans le même temps, Lagardère et des dirigeants du groupe sont soupçonnés par l’Autorité des marchés financiers (AMF) d’avoir caché les difficultés de l’A380 et d’en avoir profité pour revendre leurs parts. L’AMF clos le dossier en 2009, sans prononcer de sanction. Dans ce contexte, Noël Forgeard démissionne de la co-direction du groupe et reçoit un parachute doré de plusieurs millions d’euros,.
| À la création du groupe, cinq divisions le composent (voir ci-dessous). Defence & Civil Systems devient Defence & Security Systems en 2003 puis EADS Defence & Security en 2006. La division Aeronautics disparaît en 2005 et Eurocopter devient une division. En 2006, la division spatiale prend le nom de sa filiale satellite : Astrium. Le logo reprend les flèches d’Aérospatiale et la pointe de diamant de Matra, ainsi que l’étoile de DASA. \| \| \| \| \| \| \| \| \| \| \| \| \| \| \| \| \| \| \| \| \| \| \| \| \| \| \| \| \| \| \| \| \| \| \| \| \| \| \| \| \| \| \| \| \| \| \| \| \| \| \| \| \| \| \| \| \| \| \| \| \| \| \| \| \| \| \| \| \| \| \| \| \| \| \| \| \| \| \| \| \| \| \| \| \| \| \| \| \| \| \| \| \| \| \| \| \| \| \| \| \| \| \| \| \| \| \| \| \| \| \| \| \| \| \| \| \| \| \| \| \| \| \| \| \| \| \| \| \| \| \| \| \| \| \| \| \| \| Airbus \| Airbus \| Airbus \| Airbus \| Airbus \| Airbus \| \| \| Military Transport Aircraft \| Military Transport Aircraft \| Military Transport Aircraft \| Military Transport Aircraft \| Military Transport Aircraft \| Military Transport Aircraft \| \| \| Aeronautics \| Aeronautics \| Aeronautics \| Aeronautics \| Aeronautics \| Aeronautics \| \| \| Space \| Space \| Space \| Space \| Space \| Space \| \| \| Defence & Civil Systems \| Defence & Civil Systems \| Defence & Civil Systems \| Defence & Civil Systems \| Defence & Civil Systems \| Defence & Civil Systems \| \| \| \| \| |  |        |        |        |        |        |        |  |  |                             |                             |                             |                             |                             |                             |  |  |             |             |             |             |             |             |  |  |       |       |       |       |       |       |  |  |                         |                         |                         |                         |                         |                         |  |  |  |  |
| |  |        |        |        |        |        |        |  |  |                             |                             |                             |                             |                             |                             |  |  |             |             |             |             |             |             |  |  |       |       |       |       |       |       |  |  |                         |                         |                         |                         |                         |                         |  |  |  |  |
| |  |        |        |        |        |        |        |  |  |                             |                             |                             |                             |                             |                             |  |  |             |             |             |             |             |             |  |  |       |       |       |       |       |       |  |  |                         |                         |                         |                         |                         |                         |  |  |  |  |
| |  |        |        |        |        |        |        |  |  |                             |                             |                             |                             |                             |                             |  |  |             |             |             |             |             |             |  |  |       |       |       |       |       |       |  |  |                         |                         |                         |                         |                         |                         |  |  |  |  |
| |  | Airbus | Airbus | Airbus | Airbus | Airbus | Airbus |  |  | Military Transport Aircraft | Military Transport Aircraft | Military Transport Aircraft | Military Transport Aircraft | Military Transport Aircraft | Military Transport Aircraft |  |  | Aeronautics | Aeronautics | Aeronautics | Aeronautics | Aeronautics | Aeronautics |  |  | Space | Space | Space | Space | Space | Space |  |  | Defence & Civil Systems | Defence & Civil Systems | Defence & Civil Systems | Defence & Civil Systems | Defence & Civil Systems | Defence & Civil Systems |  |  |  |  |

### 2007-2014: Recherche de l'équilibre civil-défense

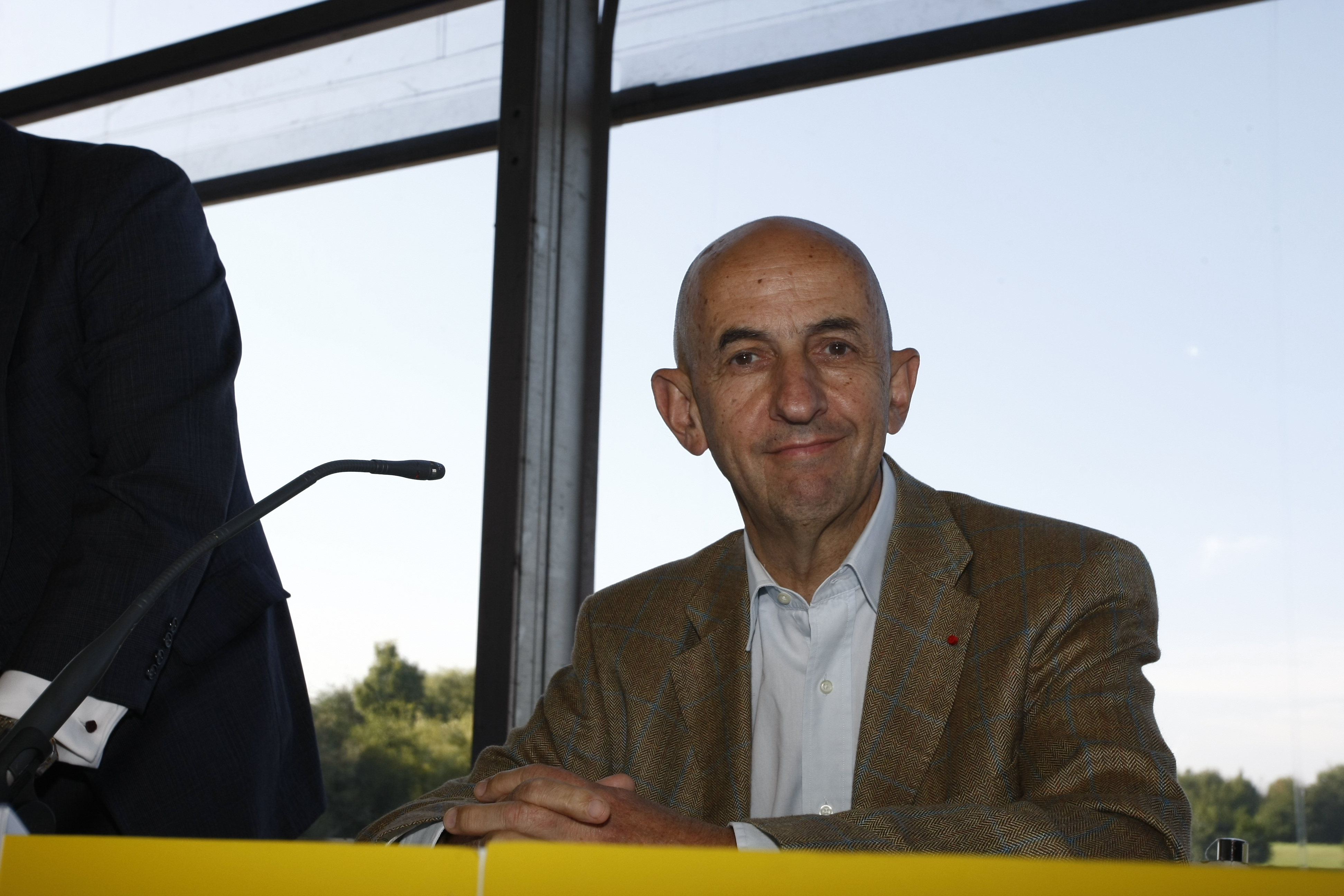
Louis Gallois est PDG d’Aérospatiale entre 1992 et 1996, PDG d’Airbus et co-président exécutif d’EADS de 2006 à 2007 et président exécutif d’EADS entre 2007 et 2012.

Le 16 juillet 2007, le système de direction bicéphale est abandonné, Louis Gallois est le président exécutif. Il met en place la stratégie « Vision 2020 », qui vise notamment à atteindre un meilleur équilibre entre Airbus et les autres divisions du groupe, à renforcer sa production en zone dollar et à augmenter la part de services,. Cette stratégie est illustrée par la réponse à l’appel d’offres du Pentagone pour le renouvellement des ravitailleurs Boeing KC-135 Stratotanker. EADS, allié à Northrop Grumman propose le KC-45, dérivé de l’Airbus A330 MRTT et remporte l’appel d’offres en 2008, avant son annulation.
Le 9 janvier 2009, EADS annonce un retard d’au moins trois ans pour la première livraison de l’Airbus A400M, prévu initialement à la fin 2009. En 2009, la SOCATA est vendue et plusieurs sites d’Airbus destinés à la fabrication des aérostructures de fuselage sont regroupés dans de nouvelles sociétés : l’allemande Premium Aerotec et la française Aerolia. Celle-ci obtiendra par la suite des contrats avec d’autres avionneurs, ouvrira des usines en Tunisie et fusionnera avec la SOGERMA en 2015 pour créer Stelia Aerospace. En 2011, le plan Power8 arrive à son terme, il a permis des économies de 2,5 milliards d’euros, notamment avec la suppression de 7 900 postes.
En mai 2012, Thomas Enders, qui doit prendre la présidence du groupe un mois plus tard, et Ian King, PDG de BAE Systems, demandent à leurs directeurs stratégiques (Marwan Lahoud et Kevin Taylor) de proposer des pistes pour regrouper leurs avions de combat à la suite de l’échec de la vente en Inde d’Eurofighter Typhoon. Ils reçoivent plusieurs propositions, dont une fusion des deux groupes. BAE Systems est le numéro trois mondial des groupes industriels de défense derrière Lockheed Martin et Boeing, avec un chiffre d’affaires 2011 de 24,2 G€ dont 97 % dans le domaine de la défense, contre 49,1 G€ pour EADS, dont seulement 24 % dans le domaine de la défense. Ce rapprochement aurait ainsi permis un développement des activités de défense et une expansion commerciale vers les États-Unis. Un montage complexe était envisagé, avec une société commune propriétaire de tous les actifs, et contrôlée à 60 % par EADS et à 40 % par BAE Systems. Révélée trop tôt par la presse (le 11 septembre 2012), ces discussions n’ont pu aboutir (la réglementation boursière britannique ne laissait qu’un mois après l’information du public pour finaliser l’accord). Cette discussion s’est heurtée notamment aux intérêts divers des états impliqués,. Le plan « Vision 2020 » est abandonné.
| En 2008, Airbus absorbe Military Transport Aircraft. En 2010, Defence & Security devient Cassidian et une identité visuelle commune est adoptée pour l’ensemble du groupe. \| \| \| \| \| \| \| \| \| \| \| \| \| \| \| \| \| \| \| \| \| \| \| \| \| \| \| \| \| \| \| \| \| \| \| \| \| \| \| \| \| \| \| \| \| \| \| \| \| \| \| \| \| \| \| \| \| \| \| \| \| \| \| \| \| \| \| \| \| \| \| \| \| \| \| \| \| \| \| \| \| \| \| \| \| \| \| \| \| \| \| \| \| \| \| \| \| \| \| \| \| \| \| \| \| \| \| \| \| \| \| \| \| \| \| \| \| \| \| \| \| \| \| \| \| \| \| \| \| \| \| \| \| \| \| \| \| \| \| \| \| \| \| \| \| \| \| \| |  |  |  |  |  |  |  |  |  |  |  |  |  |  |  |  |  |  |  |  |  |  |  |  |  |  |  |  |  |  |  |  |  |  |  |
| |  |  |  |  |  |  |  |  |  |  |  |  |  |  |  |  |  |  |  |  |  |  |  |  |  |  |  |  |  |  |  |  |  |  |  |
| |  |  |  |  |  |  |  |  |  |  |  |  |  |  |  |  |  |  |  |  |  |  |  |  |  |  |  |  |  |  |  |  |  |  |  |
| |  |  |  |  |  |  |  |  |  |  |  |  |  |  |  |  |  |  |  |  |  |  |  |  |  |  |  |  |  |  |  |  |  |  |  |
| |  |  |  |  |  |  |  |  |  |  |  |  |  |  |  |  |  |  |  |  |  |  |  |  |  |  |  |  |  |  |  |  |  |  |  |

### Depuis 2014: We make it fly

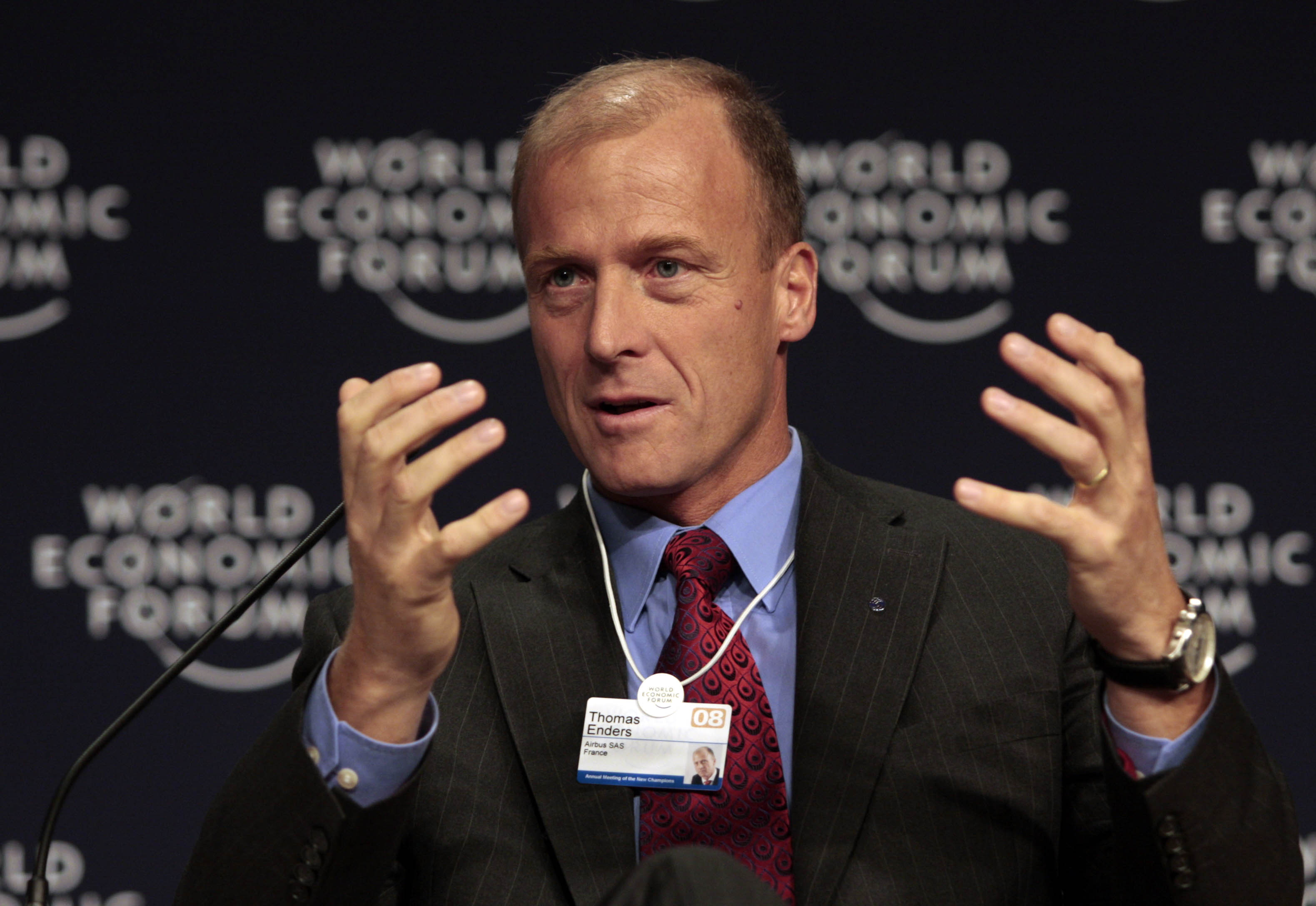
Thomas Enders est PDG de la division Defence and Security Systems entre 2000 et 2005, puis co-président exécutif d’EADS de 2005 à 2007 et PDG d’Airbus entre 2007 et 2012. Il est président exécutif du groupe Airbus entre 2012 et 2019.

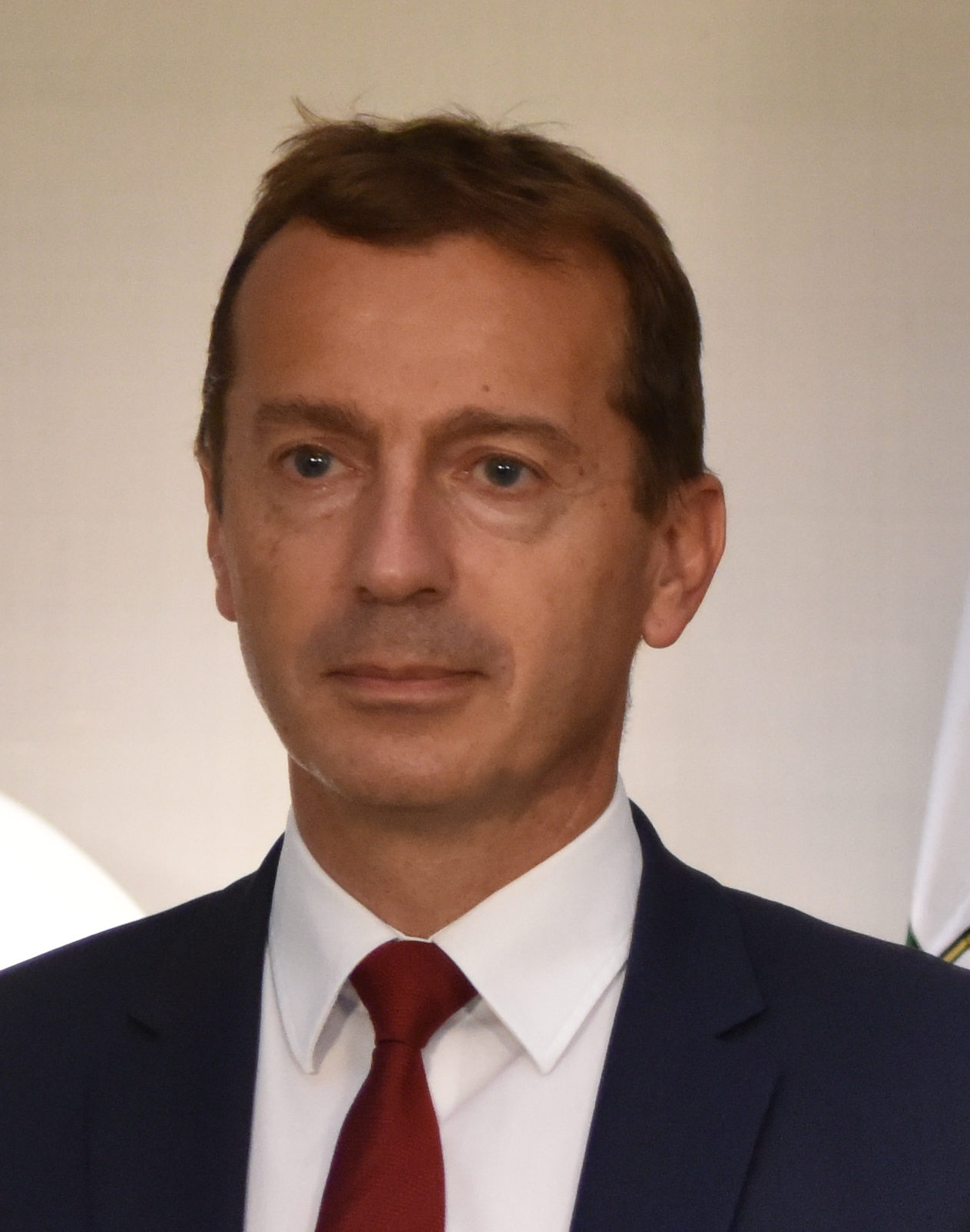
Guillaume Faury est président exécutif du groupe Airbus depuis 2019.

Le groupe engage plusieurs réformes internes : tout d’abord, un changement dans le capital du groupe est décidé par l’accord du 5 décembre 2012, validé par l’assemblée générale extraordinaire du 27 mars 2013. Il se traduit par la sortie de Daimler et de Lagardère, envisagée depuis la création d’EADS. L'État allemand exigeant le maintien d’une parité franco-allemande, la banque publique Kreditanstalt für Wierderaufbau (KfW) rachète une partie des parts de Daimler. Les droits de veto sur les reserved et qualified voting matters du concert antérieur disparaissent, mais les états conservent quelques prérogatives (par exemple, l’unanimité de l’assemblée générale d’Astrium pour toutes les questions stratégiques de défense, afin que l’État français ait un regard sur le missile nucléaire M51). Dans le même temps, EADS rachète 15 % de ses titres.
Puis, entre 2014 et 2017, le groupe et la filiale spécialisée dans les avions civils fusionnent. Le groupe prend le nom « Airbus group » puis « Airbus ». Dès 2015, cette restructuration s’accompagne de 5800 suppressions de postes, bien que ce chiffre a été revu à la baisse. Des filiales d’électronique de défense sont cédées. Le groupe vise une rentabilité opérationnelle de 10 %,,,. Une nouvelle restructuration est annoncée en 2016 induisant une suppression d'environ 1 000 postes, dont la fermeture du site de Suresnes,. Le groupe cède progressivement sa participation de 45,3 % dans Dassault Aviation, héritée de l’Aérospatiale, sur lequel aucun contrôle n’était exercé,. Une stratégie d’innovation est lancée, avec l’investissement dans le projet OneWeb et le centre de recherche A3 dans la silicon Valley.
En juin 2014, Safran et le groupe Airbus annoncent leur volonté de créer une co-entreprise dans le domaine des lanceurs spatiaux, afin de concurrencer l’américain SpaceX. Le programme Ariane 6 est lancé en décembre 2014 et ArianeGroup (nommé provisoirement Airbus Safran Launchers) est créé en reprenant les actifs des deux groupes dans ce domaine et en achetant les parts du Centre national d'études spatiales dans Arianespace,,.
Entre 2016 et 2020, le groupe fait l’objet d'enquêtes pour corruption du Serious Fraud Office et du parquet national financier, qui se conclut par la signature d'une convention judiciaire d'intérêt public et le paiement par le groupe de plus de 3 milliards d'euros à la France, au Royaume-Uni et aux États-Unis (voir ci-dessous). C'est dans ce contexte que les dirigeants historiques Marwan Lahoud, Fabrice Brégier et Thomas Enders quittent le groupe.
En octobre 2017, Airbus acquiert 50,01 % de la société chargée de la production et de la commercialisation de l’avion régional Bombardier CSeries pour 1 $C. Cette participation sera portée à 75 % en 2020.
Le 27 décembre 2018, on apprend qu'Airbus vient de battre son propre record de production d'avions sur une année : en effet, le groupe européen a respecté son engagement de livrer 800 appareils au cours de l'année 2018. Avec 66 A320 produits en novembre, Airbus espère atteindre un rythme de 70 appareils de ce type produits mensuellement au cours des prochaines années.
En juin 2020, Airbus annonce la suppression de 15 000 emplois dont 5 000 en France, à la suite de la crise sanitaire et économique du covid-19.
|  |  |  |  |  |  |  |  |  |  |  |  |  |  |  |  |  |  |  |  |  |  |  |  |  |  |
|  |  |  |  |  |  |  |  |  |  |  |  |  |  |  |  |  |  |  |  |  |  |  |  |  |  |
|  |  |  |  |  |  |  |  |  |  |  |  |  |  |  |  |  |  |  |  |  |  |  |  |  |  |
|  |  |  |  |  |  |  |  |  |  |  |  |  |  |  |  |  |  |  |  |  |  |  |  |  |  |

|  |  |                     |                     |                     |                     |                     |                     |  |  |             |             |             |             |             |             |  |  |                   |                   |                   |                   |                   |                   |  |  |
|  |  |                     |                     |                     |                     |                     |                     |  |  |             |             |             |             |             |             |  |  |                   |                   |                   |                   |                   |                   |  |  |
|  |  |                     |                     |                     |                     |                     |                     |  |  |             |             |             |             |             |             |  |  |                   |                   |                   |                   |                   |                   |  |  |
|  |  | Commercial Aircraft | Commercial Aircraft | Commercial Aircraft | Commercial Aircraft | Commercial Aircraft | Commercial Aircraft |  |  | Helicopters | Helicopters | Helicopters | Helicopters | Helicopters | Helicopters |  |  | Defence and Space | Defence and Space | Defence and Space | Defence and Space | Defence and Space | Defence and Space |  |  |

| Présidents du Conseil d’administration (Chairmen of the Board of Directors) | Présidents exécutifs (Chief executive officer) |
| --- | --- |
| - 2000 : Jean-Luc Lagardère et Manfred Bischoff, - 2003 : Arnaud Lagardère et Manfred Bischoff,. - 2007 : Arnaud Lagardère et Rüdiger Grube (en) - 2007 : Rüdiger Grube, - 2009 : Bodo Uebber (de), - 2012 : Arnaud Lagardère, - 2013 : Denis Ranque, - 2020 : René Obermann | - 2000 : Philippe Camus et Rainer Hertrich (en), - 2005 : Thomas Enders et Noël Forgeard - 2006 : Thomas Enders et Louis Gallois - 2007 : Louis Gallois, - 2012 : Thomas Enders, - 2019 : Guillaume Faury |
| Notes 1. 2. 3. 4. | |

|                         |                                               | 1999 (Aérospatiale-Matra) | 1999 (DASA) | 2001    | 2005    | 2009    | 2013    | 2016    | 2018    |
| Actionnaires            | État français                                 | 48,0 %                    |             | 15,1 %  | 14,9 %  | 15,0 %  | 12,0 %  | 11,0 %  | 11,0 %  |
| Actionnaires            | État allemand                                 |                           |             |         |         |         | 10,9 %  | 11,0 %  | 11,0 %  |
| Actionnaires            | État espagnol                                 |                           |             | 5,5 %   | 5,5 %   | 5,4 %   | 4,1 %   | 4,1 %   | 4,1 %   |
| Actionnaires            | Lagardère,                                    | 33,0 %                    |             | 15,1 %  | 7,0 %   |         |         |         |         |
| Actionnaires            | Daimler                                       |                           | n/c         | 30,2 %  | 24,9 %  | 22,4 %  |         |         |         |
| Actionnaires            | Flottant                                      | 17,0 %                    | n/c         | 34,1 %  | 34,7 %  | 49,1 %  | 72,9 %  | 73,6 %  | 73,6 %  |
| Données financières     | Chiffre d’affaires (Revenues) (G€)            | 12,8                      | 9,1         | 30,8    | 34,2    | 42,8    | 59,3    | 66,6    | 67,3    |
| Données financières     | Bénéfice avant intérêts et impôts (EBIT) (G€) | 0,3                       | 0,6         | 1,7     | 2,8     | −0,3    | 2,6     | 2,3     | 5,0     |
| Effectifs               | Salariés                                      | 52 387                    | 46 107      | 102 967 | 113 210 | 119 506 | 144 061 | 133 782 | 133 671 |
| Notes 1. 2. 3. 4. 5. 6. |                                               |                           |             |         |         |         |         |         |         |

Airbus déclare avoir atteint son objectif de 2021. En effet, le constructeur aéronautique européen annonce avoir livré plus de 600 avions.
Le 3 janvier 2022, Airbus annonce la création de sa filiale Airbus Atlantic. Cette dernière va regrouper plusieurs activités de fabrication du constructeur à Nantes et Montoir-de-Bretagne, ainsi que tous les sites mondiaux de Stelia Aerospace. Désormais, d'après le communiqué d'Airbus, la filiale emploie près de 13000 personnes, ce qui représente environ 3,5 milliards d'euros de volume d'activité. Aussi, d'après ce même communiqué, Airbus Atlantic est le numéro deux mondial pour les aérostructures, le numéro un mondial pour les sièges pilotes et se classe dans le top 3 pour les sièges passagers des classes affaires et premières.

## Produits

### Avions civils
Le groupe Airbus a une importante activité dans les avions de ligne. Lancé en 1970, Airbus passe les 25 % de part de marché en une dizaine d’années grâce à une ambitieuse offensive en Asie avec son premier avion l’A300. En 1983, l'A310 entre en service, suivi par l’A320 en 1988, qui représente un grand succès, 27 776 avions ont été commandés en 2016. Ce sont ensuite les long courriers A330 et l’A340 qui sont développés. L'A350 XWB entre en service en 2014. L’avionneur enregistre un record de 1 503 commandes nettes en 2014 et livre son 10000e appareil en 2016,.
La gamme d’Airbus offre des appareils de 107 à 525 places et comprend la famille des mono-couloirs A320 (A318, A319, A320, A321), les long-courriers à fuselage large A330 et A340, le très long-courrier à double pont A380 et le long-courrier nouvelle génération A350 XWB. L’A300, l’A310 et l’A340 ne sont plus produits, mais sont encore en service, la production de l'A380 doit se terminer en 2021. L’A320, l’A330 et l’A350 XWB sont en production. L’A320 et l’A330 sont disponibles avec une nouvelle motorisation (New Engine Option, NEO).
Un co-entreprise (détenue à 75 %, le reste étant à Investissement Québec) construit les avions A220, initialement Bombardier CSeries, de 100 à 150 sièges. La co-entreprise Avions de transport régional, détenue à 50 % avec Leonardo, construit des avions turbopropulseurs pouvant transporter de 48 à 74 personnes. Les filiales Stelia Aerospace et Premium Aerotec sont des fabricants de sous-ensembles.
| Avion        | Caractéristiques                                                                  |
| ------------ | --------------------------------------------------------------------------------- |
| Famille A220 | 108 - 160 passagers 6 112 km d'autonomie                                          |
| Famille A300 | 323-361 passagers 1 667 km d'autonomie                                            |
| Famille A310 | 220-275 passagers A310-200 : 6 800 km d'autonomie A310-300 : 9 600 km d'autonomie |
| Famille A320 | 107 - 199 passagers 5 600 km - 6 800 km d'autonomie                               |
| A330         | 253 - 440 passagers 10 800 km - 13 400 km d'autonomie                             |
| A350 XWB     | 270 - 375 passagers 15 000 km - 15 700 km d'autonomie                             |
| A380         | 525 - 853 passagers 15 400 km d'autonomie                                         |

Airbus construit également des avions d’affaires (Airbus Corporate Jets) ou de fret comme les Airbus A300-600ST « Beluga » et Airbus A330-743L « Beluga XL ».
La division Airbus Commercial Aircraft a livré 718 avions et réalisé 50,958 milliards d’euros de chiffre d’affaires en 2017.

### Hélicoptères
L’activité hélicoptère du groupe Airbus est très variée : elle comprend des engins civils et militaires. Elle participe au consortium NHIndustries (avec Leonardo à 32 % et Fokker à 5,5 %).
En 2017, la division Airbus Helicopters a livré 409 hélicoptères et réalisé 6,45 milliards d’euros de chiffre d’affaires.

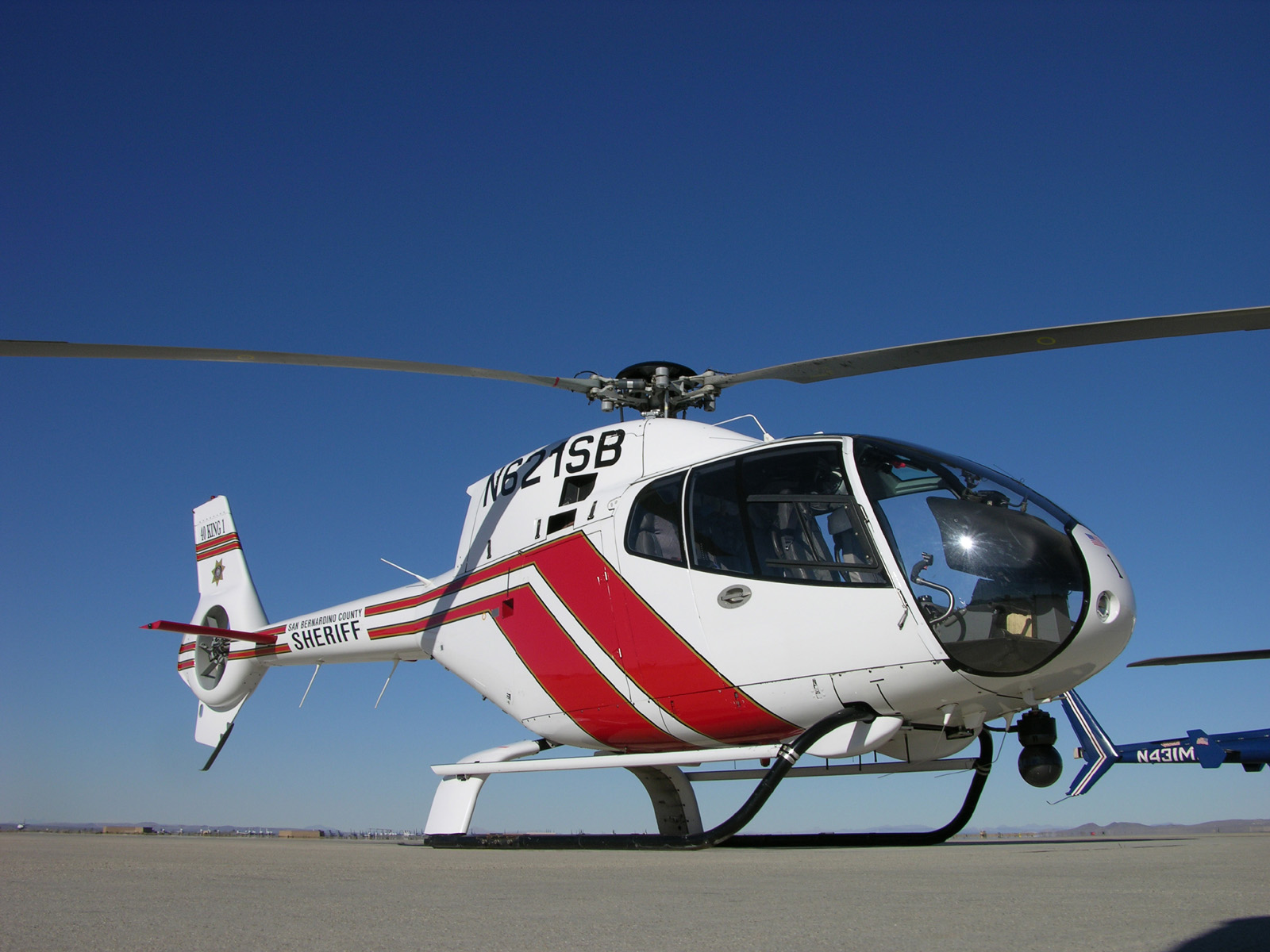
Hélicoptère civil EC120 Colibri
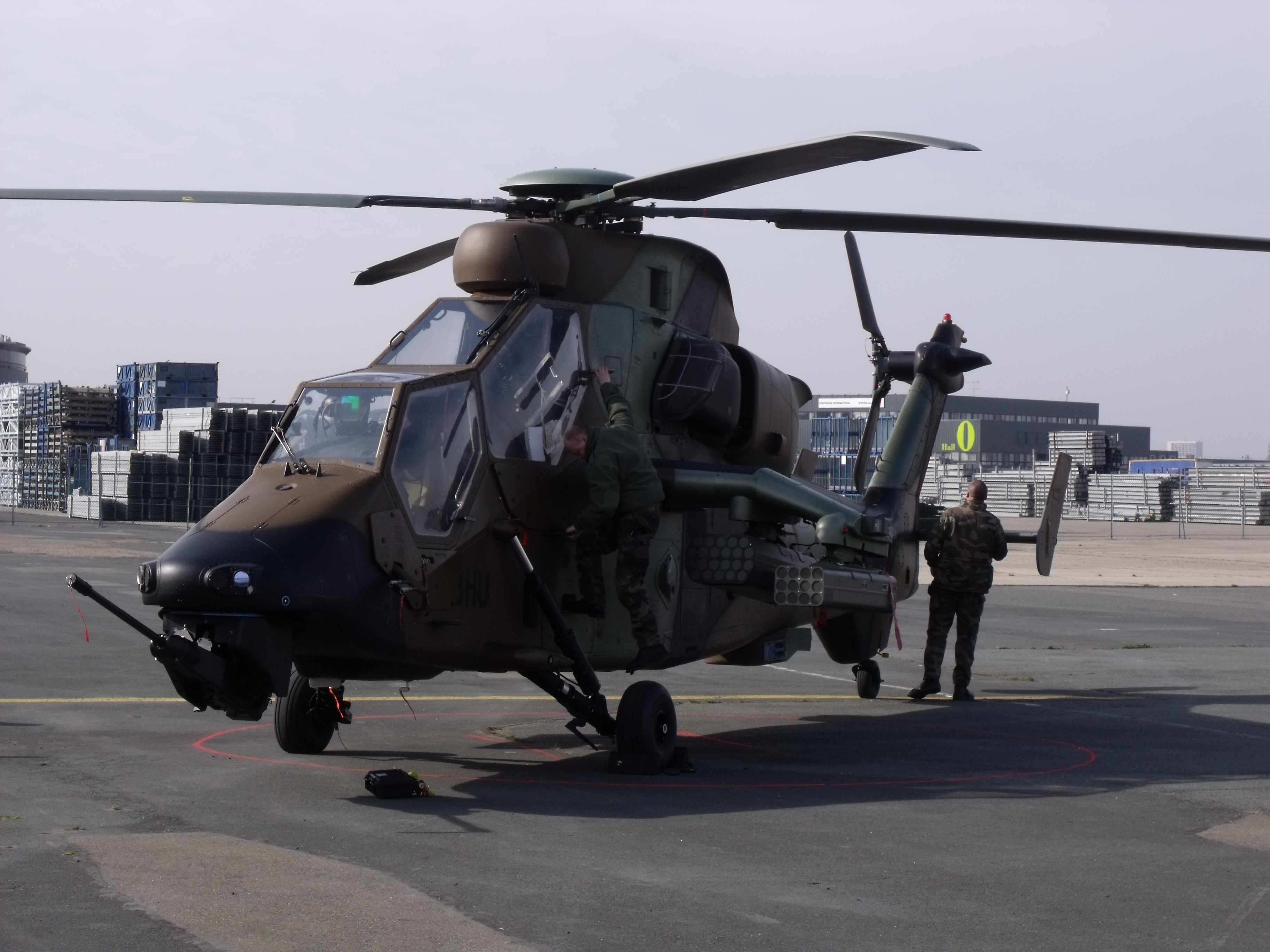
Hélicoptère militaire EC665 Tigre
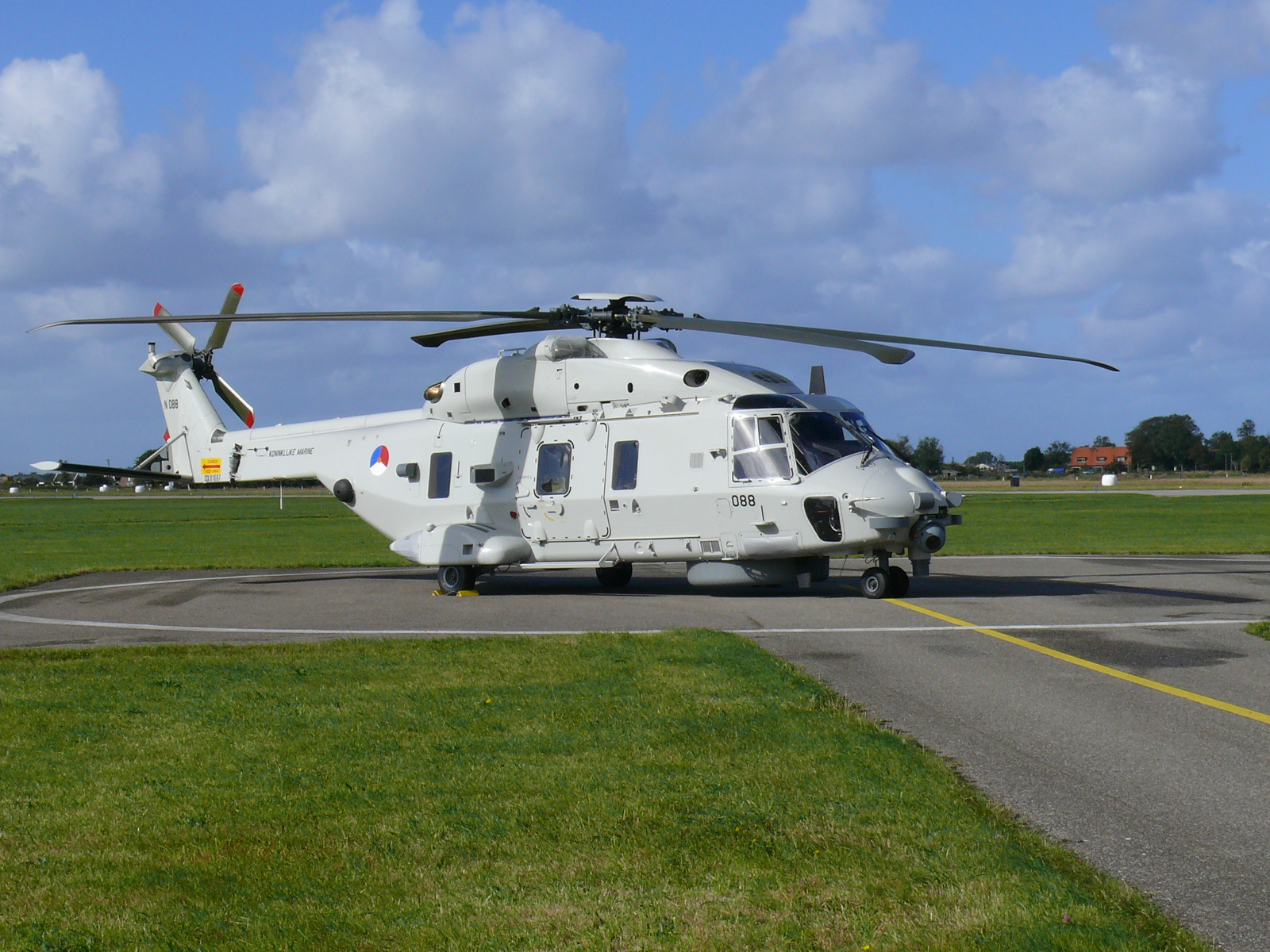
Hélicoptère militaire NH90

En décembre 2021, Airbus Helicopters signe la vente de vingt hélicoptères civils H145 et six hélicoptères civils ACH160 à la société The Helicopter Company (THC). Cette compagnie est la seule autorisée à fournir des vols d'hélicoptères commerciaux en Arabie saoudite.

### Avions militaires
Airbus est le responsable du programme européen d’avion de transport militaire lourd A400M, développé à 70 % par le bureau d’études spécialisé dans les avions civils, et assemblé à Séville. En 2017, un total de 57 avions ont été livrés sur un total de 174 commandes.
De plus, le groupe fabrique et commercialise des avions destinés aux missions spéciales, dérivés des plateformes existantes comme l’avion de transport et de ravitaillement A330 MRTT, dont un total de 29 avions ont été livrés en 2017 sur un total de 56 commandes.
L'Eurofighter Typhoon est un avion de combat biréacteur, ailes delta et plan canard, multirôles de quatrième génération. Il est produit par l’association Eurofighter GmbH (avec BAE à 33 % et Leonardo à 21 %). En 2017, un total de 532 avions ont été livrés sur un total de 599 commandes.

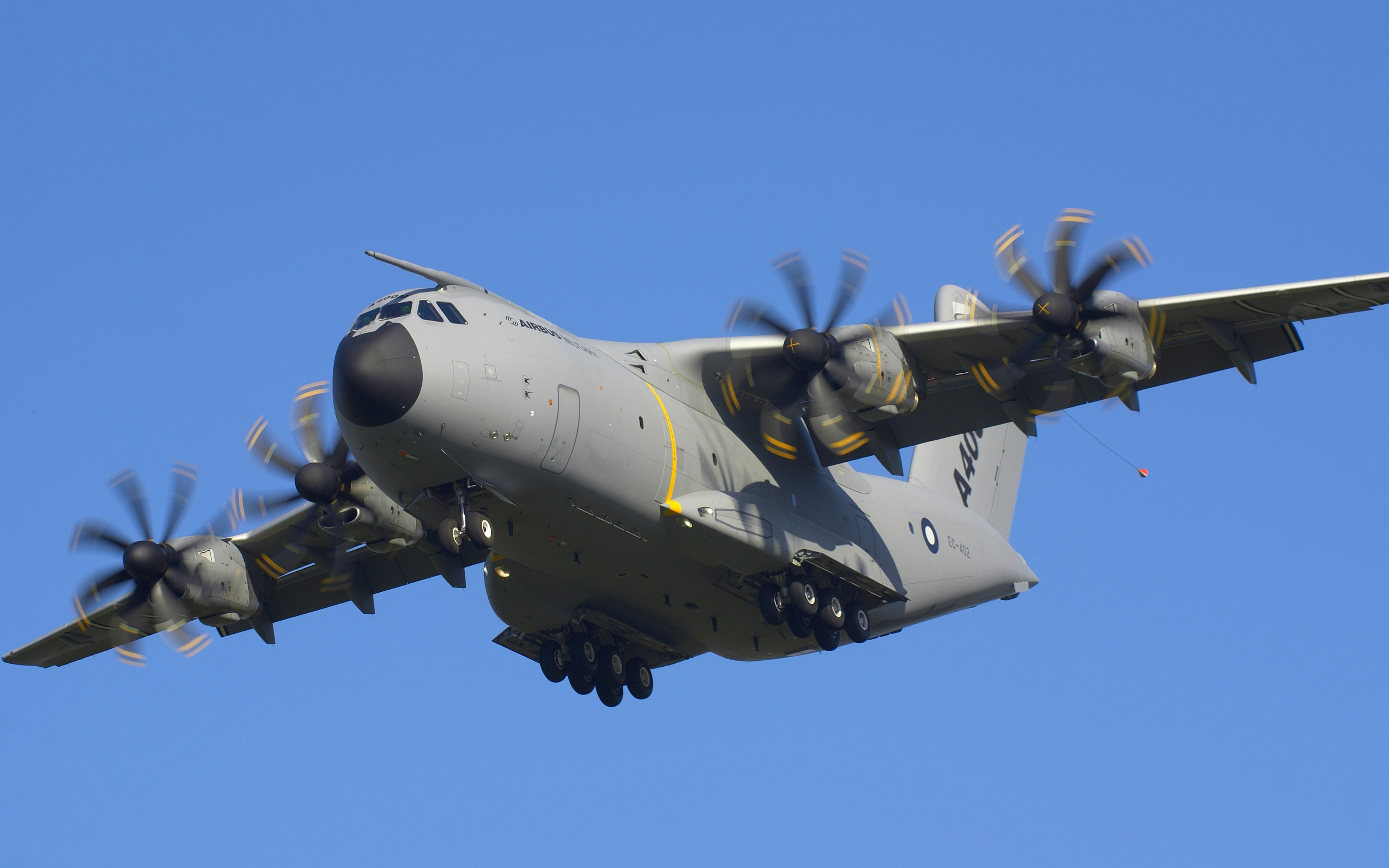
Avion de transport militaire Airbus A400M Atlas
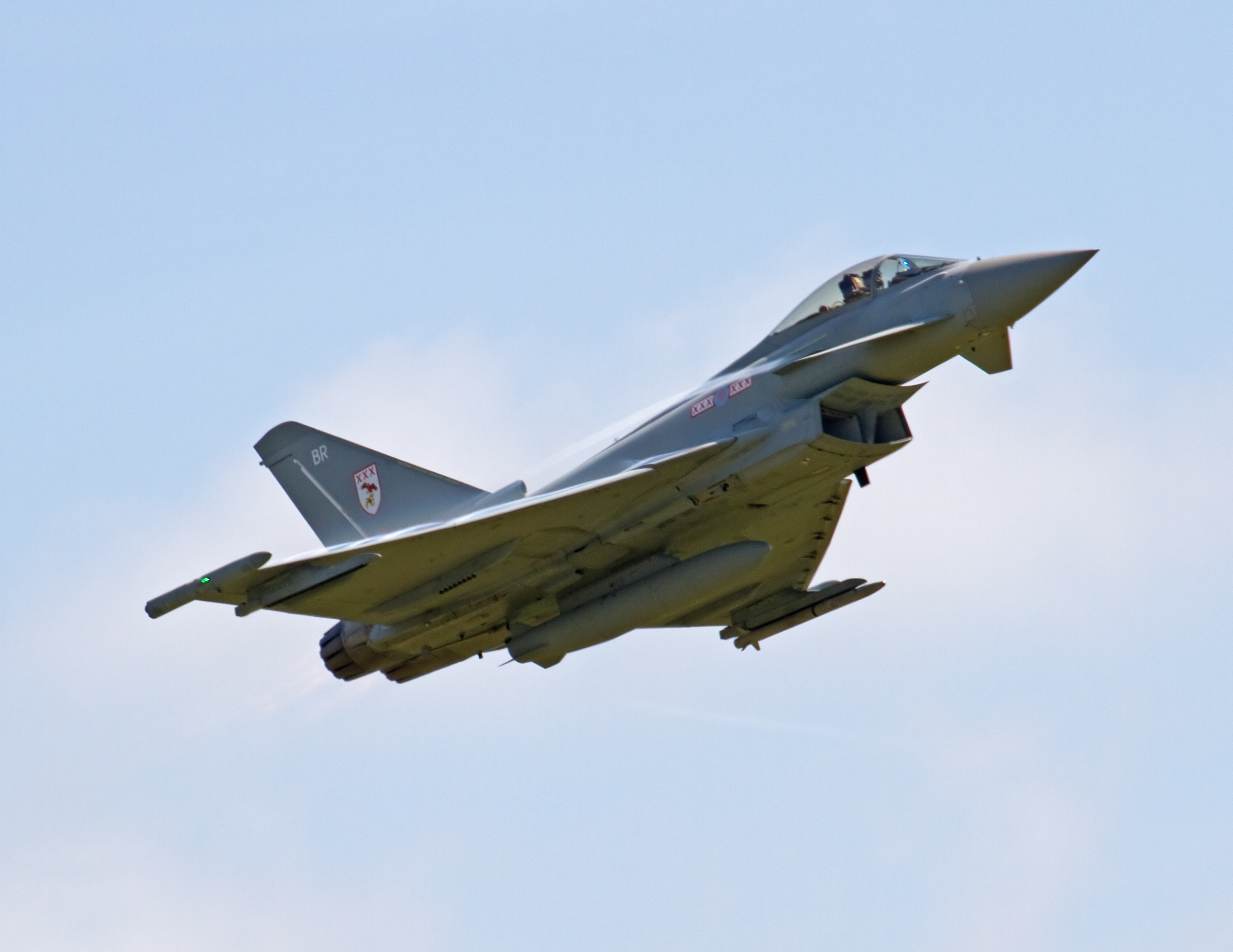
Avion militaire Eurofighter Typhoon
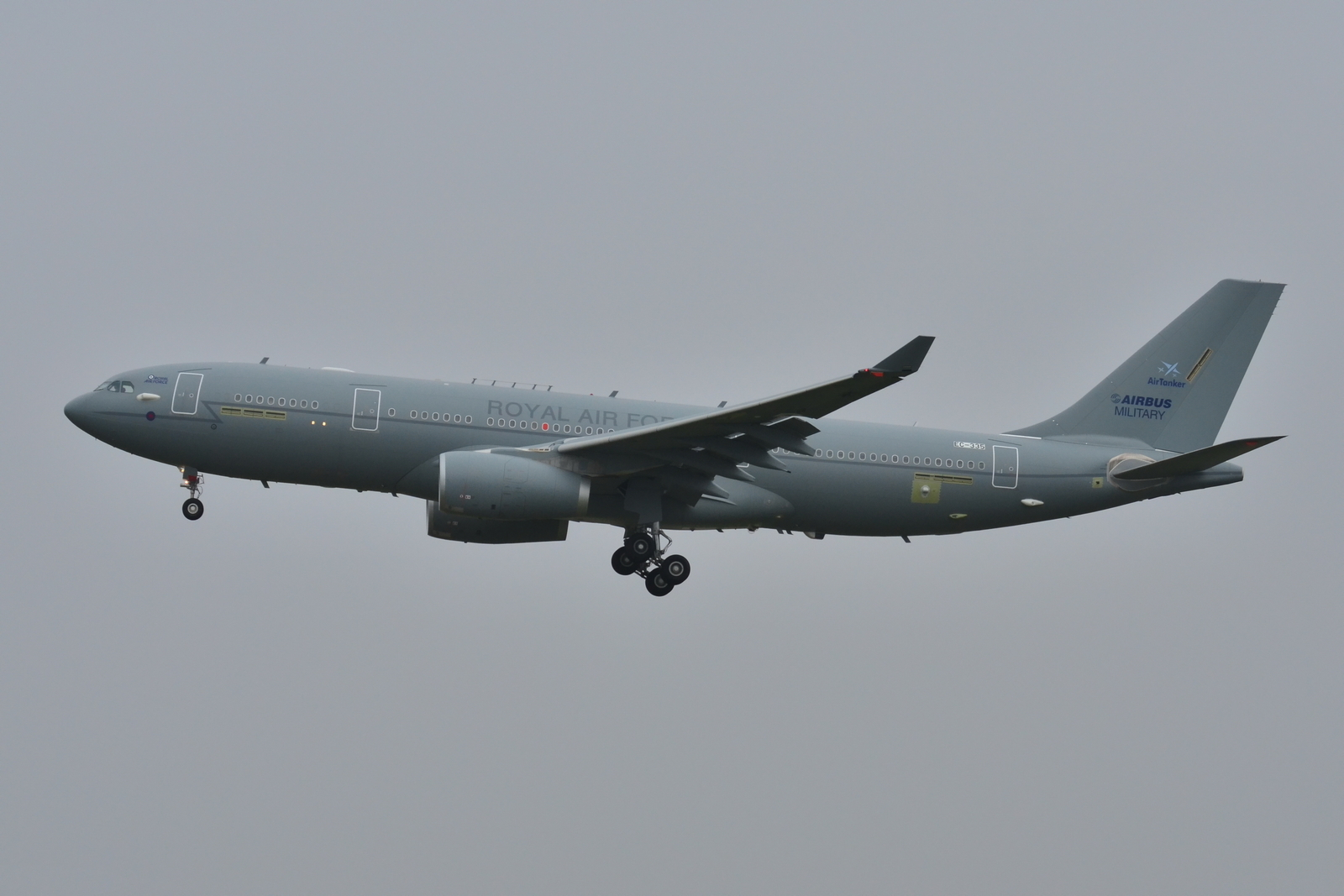
Avion de transport et de ravitaillement Airbus A330 MRTT
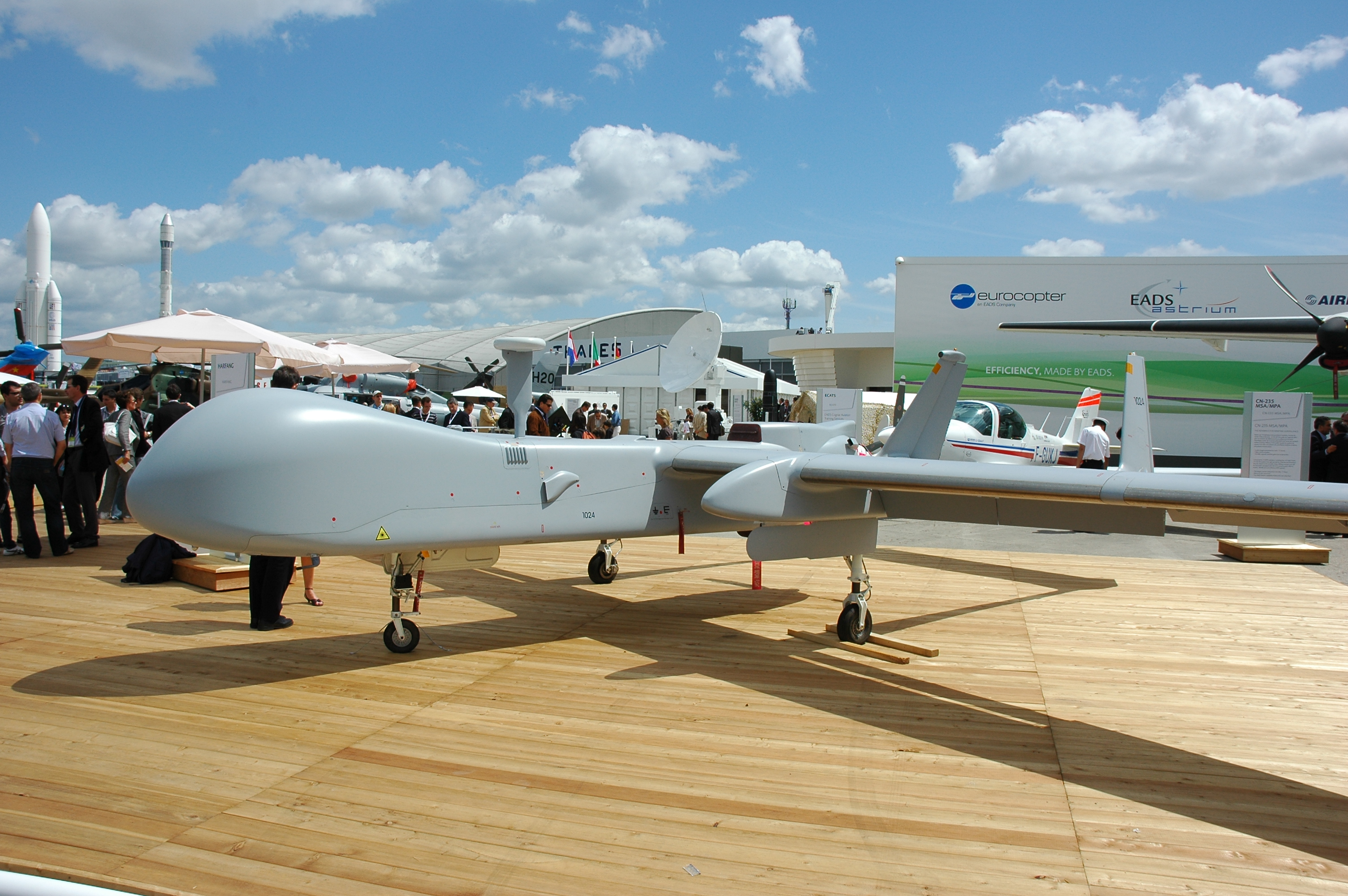
Drone EADS Harfang

### Spatial
Le groupe Airbus est un des principaux constructeurs mondiaux de satellites de télécommunications (série Eurostar). Il est un des deux chefs de file européens pour la réalisation des satellites scientifiques comme Gaia, des satellites d'observation de la Terre et des sondes spatiales pour le compte de l'Agence spatiale européenne et du CNES. Il fournit également des services liés à l’espace.

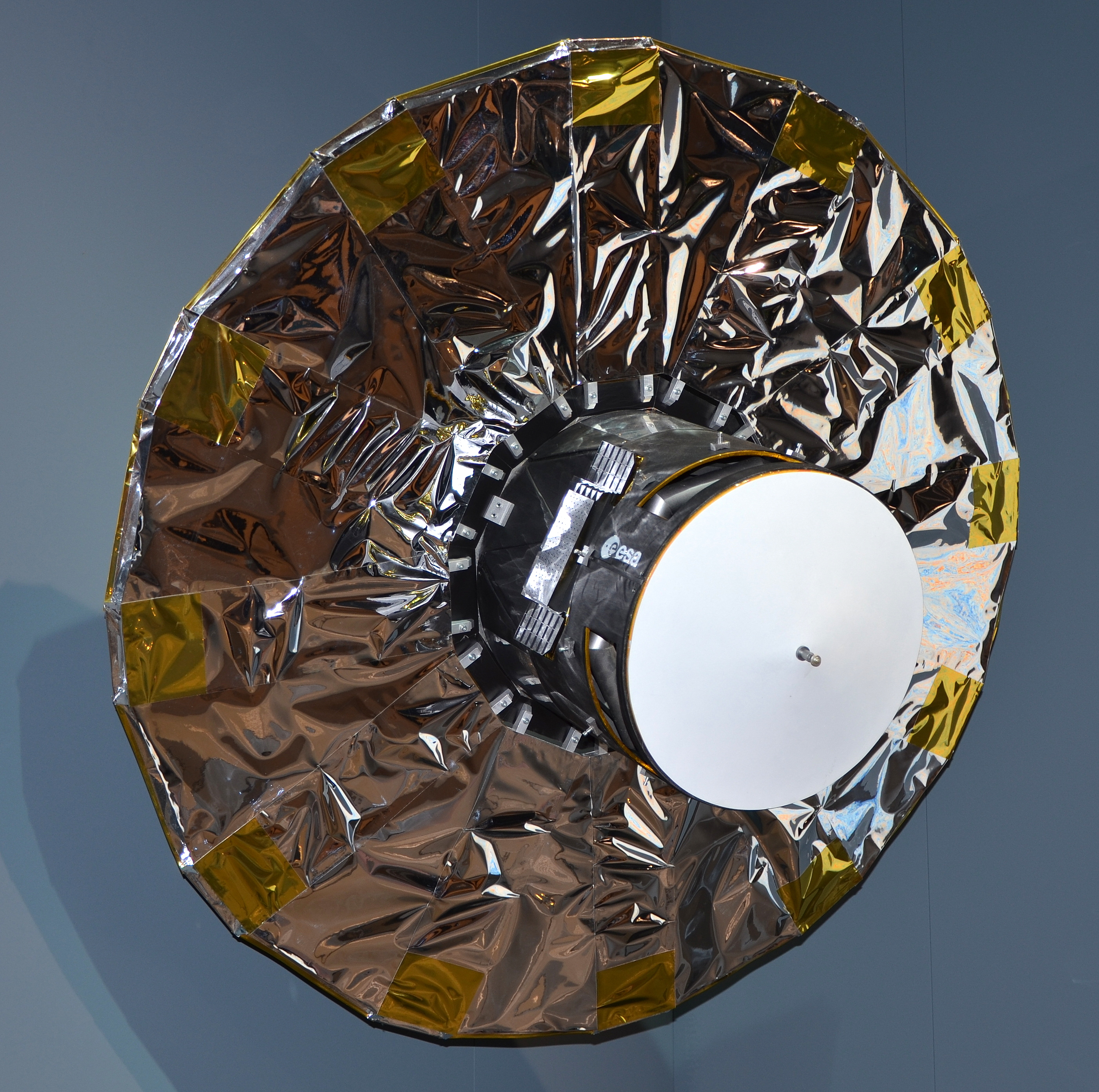
Satellite artificiel Gaia

Via les co-entreprises MBDA (détenue à 37,5 % avec BAE Systems à 37,5 % et Leonardo à 25 %) et ArianeGroup (détenue à 50 % avec le groupe Safran), Airbus participe aux programmes de la famille de lanceurs Ariane, du missile balistique M51 et de missiles tactiques.
La division Airbus Defence and Space a réalisé 10,804 milliards d’euros de chiffre d’affaires en 2017. Elle est composée en quatre unités : Military Aircraft, Space Systems, Communications, Intelligence & Security et Unmanned Aerial Systems.
En août 2020, Airbus est sélectionné par l'opérateur de satellites Arabsat pour construire BADR-8, un satellite de télécommunications nouvelle génération dont le lancement est prévu pour 2023.
En décembre 2021, Airbus a été chargé par l'Agence Spatiale Européenne (ESA) dans le cadre du programme "Cosmic Vision", de la construction d'une sonde baptisée « Ariel ». Cette sonde livrée en 2029, sera destinée à l’analyse de l’atmosphère d'exoplanètes afin de découvrir des signes de vie extraterrestre. Airbus sera chargé de diriger "le consortium industriel européen, comprenant plus de 60 partenaires, pour la construction du satellite"  et d’apporter son expertise et son soutien pour le développement du module de charge utile.
Le 14 janvier 2022, Airbus a été sélectionné par la start-up franco-américaine Loft Orbital pour lui fournir 15 plateformes satellitaires. Lors de ce contrat, Loft Orbital a choisi le modèle de satellite « Arrow », déjà massivement utilisé car produit pour la méga-constellation OneWeb.

### Autres

#### Tripset
En mars 2021, Airbus annonce le lancement de Tripset, une application pour tablettes et smartphones centralisant les informations nécessaires sur les vols d'avions en temps de pandémie du coronavirus (disponibilités des vols, modalités de voyage, restrictions sanitaires selon les pays…).

## Organisation

### Statut et siège
À sa création, le groupe EADS est une société néerlandaise faisant appel public à l’épargne (Naamloze Vennootschap), dont le siège social est situé à Leyde (Pays-Bas). Cet endroit a été choisi à la création du groupe en raison de sa neutralité, et également pour des raisons fiscales. En 2015, le groupe Airbus prend le statut d’une société européenne, basée à Amsterdam.
L’entité dont il est question dans cet article est l’ensemble consolidé de toutes les sociétés du groupe (cet ensemble n’ayant pas d’existence juridique à proprement parler).
Le siège opérationnel, longtemps co-situé entre Paris et Ottobrunn, dans la banlieue de Munich, est déplacé à Toulouse à partir de 2012. Le nouveau siège mondial opérationnel du groupe est inauguré en 2016 à Toulouse dans un campus tertiaire neuf de 25 000 m2 près des pistes de l'aéroport de Toulouse-Blagnac et à proximité des usines.

### Dirigeants
Le Conseil d’administration est composé de douze membres au plus, qui sont nommés et révoqués par l’Assemblée générale des actionnaires. Au 10 avril 2019, le conseil est composé de Denis Ranque, son président, de Guillaume Faury et de dix autres membres issus du monde des affaires.
Les membres du comité exécutif sont nommés par le Conseil d’administration sur proposition du Président exécutif. Au 1er juillet 2021, les membres sont :
| Nom                | Fonction principale                                                             |
| ------------------ | ------------------------------------------------------------------------------- |
| Guillaume Faury    | Président exécutif du groupe Airbus et d’Airbus Commercial Aircraft             |
| Dominik Asam       | Directeur financier                                                             |
| Thierry Baril      | Directeur des Ressources Humaines                                               |
| Bruno Even         | Président exécutif d’Airbus Helicopters                                         |
| Alberto Gutiérrez  | Directeur général des Opérations                                                |
| John Harrison      | Conseiller Juridique Général et Secrétaire Général                              |
| Catherine Jestin   | Vice-président exécutif chargé du numérique et de la gestion de l'information   |
| Julie Kitcher      | Vice présidente exécutive chargé des communications et des affaires internes    |
| Sabine Klauke      | Directrice technique                                                            |
| Philippe Mhun      | Vice président exécutif des programmes et des services                          |
| Christian Scherer  | Directeur commercial et Responsable d'Airbus International                      |
| Michael Schöllhorn | Président-Directeur d'Airbus Defence and Space                                  |
| Antoine Bouvier    | Chef de la Stratégie, des fusions & des acquisitions, et des affaires publiques |
| C. Jeffrey Knittel | Président-directeur général d'Airbus Americas                                   |
| George Xu          | Président-directeur général d'Airbus Chine                                      |

## Sites les plus importants
En octobre 2013, les sites les plus importants du groupe sont.
| Site                           | Effectif | Division                                        | Activité |
| ------------------------------ | -------- | ----------------------------------------------- | --- |
| Toulouse et Blagnac            | 26 090   | Airbus, Groupe Airbus, Airbus Defence and Space | Siège du groupe, CE fuselage et cabine, CE Ailes et mâts de liaison des moteurs, assemblage final des Airbus, intégration de satellites. |
| Hambourg                       | 13 060   | Airbus, Groupe Airbus                           | CE Fuselage et cabine, CE empennage et fuselage arrière, assemblage final des Airbus,                                                    |
| Marignane (Marseille Provence) | 9 080    | Airbus Helicopters                              | Siège d’Airbus Helicopters, Conception et production d’hélicoptères                                                                      |
| Donauworth                     | 5 645    | Airbus Helicopters, Groupe Airbus               | Production d’hélicoptères |
| Getafe                         | 5 480    | Airbus, Airbus Defence and Space                | CE empennage et fuselage arrière, conversion des Airbus MRTT, assemblage des Eurofighters. Bureaux d’études A400M.                       |
| Broughton                      | 5 520    | Airbus, Airbus UK                               | Fabrication d’ailes |
| Manching                       | 3 885    | Airbus Defence and Space                        | Assemblage final des Eurofighters destinés à la Luftwaffe                                                                                |
| Brême                          | 5 385    | Airbus                                          | CE High Lift, Equipement des ailes A330&A350, Fuselage et cabine                                                                         |
| Saint-Nazaire                  | 3 280    | Airbus, Aerolia                                 | Assemblage de fuselages et complétion Système pour les pointes avant et tronçons centraux de toute la famille d'avion Airbus             |
| San Pablo et Tablada           | 3 000    | Airbus Defence and Space                        | |
| Filton                         | 2 950    | Airbus, Airbus Defence and Space, Airbus UK     | CE Ailes et mâts de liaison des moteurs                                                                                                  |
| Bouguenais                     | 2 300    | Airbus Opérations                               | Structures (métalliques et composites carbone) des avions Airbus (fuselage, voilure), nacelles réacteurs                                 |
| Stade                          | 2 000    | Airbus                                          | Production de stabilisateurs verticaux pour les avions                                                                                   |
| Élancourt                      | 1 900    | Airbus Defence and Space                        | |
| Notes 1.                       |          |                                                 | |

| France                                                                             |
| ---------------------------------------------------------------------------------- |
| \| Blanquefort Toulouse Marignane Bouguenais Saint-Nazaire Élancourt Le Bourget \| |
| Blanquefort Toulouse Marignane Bouguenais Saint-Nazaire Élancourt Le Bourget       |

| Blanquefort Toulouse Marignane Bouguenais Saint-Nazaire Élancourt Le Bourget |

| Allemagne                                                                           |
| ----------------------------------------------------------------------------------- |
| \| Hambourg Donauworth Manching Brême Stade Cassel Ottobrunn Friedrichshafen Ulm \| |
| Hambourg Donauworth Manching Brême Stade Cassel Ottobrunn Friedrichshafen Ulm       |

| Hambourg Donauworth Manching Brême Stade Cassel Ottobrunn Friedrichshafen Ulm |

| Espagne                                                      |
| ------------------------------------------------------------ |
| \| Getafe Illescas Puerto Real Albacete San Pablo Tablada \| |
| Getafe Illescas Puerto Real Albacete San Pablo Tablada       |

| Getafe Illescas Puerto Real Albacete San Pablo Tablada |

| Royaume-Uni                                         |
| --------------------------------------------------- |
| \| Broughton Filton Stevenage Newport Portsmouth \| |
| Broughton Filton Stevenage Newport Portsmouth       |

| Broughton Filton Stevenage Newport Portsmouth |

## Critiques et procédures judiciaires

### Convention judiciaire pour corruption
Entre 2008 et 2015, l’entité Strategy et Marketing Organisation rémunère des intermédiaires, qui eux-mêmes versent des commissions à des clients comme Air Arabia, Korean Air, Nepal Airlines, China Airlines, Russian Satellite Communications Company (en), Arabsat… L'entité SMO, dirigée successivement par Jean-Paul Gut et Marwan Lahoud, est dissoute en 2016 sous l'impulsion du directeur exécutif Thomas Enders, dans le cadre d'une opération « mains propres » – une décision contestée en interne,.
En juillet 2016, le Serious Fraud Office (SFO) britannique ouvre une enquête criminelle sur « des soupçons de fraude, pots-de-vin et corruption » après qu'Airbus l'a informé en avril avoir omis de déclarer le rôle joué par certains intermédiaires facilitant la vente d'avions ; le constructeur doit en effet transmettre ces informations aux autorités britanniques s'il souhaite bénéficier de crédits exports pour la vente de ses appareils. Les agences britannique, française et allemande suspendent l'octroi de ces prêts accordés à Airbus. Le groupe indique souhaiter pleinement coopérer.
En mars 2017, en France, le Parquet national financier ouvre à son tour une enquête préliminaire pour « soupçons de fraude et de corruption dans les activités d’aviation civile », donnant lieu à une coopération judiciaire avec le SFO.
Airbus indique alors craindre une amende importante, recrute un cabinet d'avocats pour évaluer l'ampleur du risque, et lance des audits. L'enjeu pour le groupe aéronautique est essentiellement de parvenir à une transaction financière pénale avec le Royaume-Uni et la France pour éviter un procès public,.
En janvier 2020, la presse annonce que les tribunaux français, britannique et américain ont validé les accords passés par Airbus et le Parquet national financier (PNF) français, le Serious Fraud Office (SFO) britannique et le Department of Justice (DOJ) américain en vertu desquels le groupe européen s'engage à payer des amendes d'un montant total à 3,6 milliards d'euros : 2,08 milliards en France dans le cadre d'une convention judiciaire d'intérêt public (CJIP), 984 millions au Royaume-Uni et 526 millions aux États-Unis,,.
Ces accords permettent de clore les poursuites contre Airbus, mais ne concernent qu'Airbus en tant que personne morale et pas ses dirigeants ou ex-dirigeants. Mediapart cite sur ce point le procureur financier : « Le procureur national financier a indiqué vendredi que l’enquête allait se poursuivre pour « examiner maintenant les responsabilités individuelles » des salariés et dirigeants de l’avionneur ».

### Enquêtes allemande et autrichienne sur la vente d'Eurofighters
En février 2017, le ministère de la Défense autrichien annonce poursuivre en justice Airbus pour des faits de corruption et de fraude qui seraient survenus lors de la vente, en 2003, de quinze appareils Eurofighter à l'Autriche pour un montant de 1,7 milliard d’euros. L'Autriche, qui demande un milliard d'euros de dommages-intérêts, soupçonne une surfacturation de 183 millions d'euros, dont environ 100 millions d'euros auraient été utilisés en rétrocommissions. Cette vente fait aussi l'objet d’une enquête du parquet de Munich en Allemagne.
Auparavant, plusieurs accusations de corruption relatives à la vente des Eurofighter avaient déjà défrayé la chronique en Autriche. L'entreprise de la femme du général Erich Wolf, chef de l'armée de l'air autrichienne lors de l'achat des Eurofighters, avait par exemple, perçu 87 600 euros d'un lobbyiste d'Airbus, « prétendument pour organiser un show aérien qui ne verra jamais le jour », écrit Mediapart,. Des dirigeants du Parti de la liberté d'Autriche (FPÖ), alors à la tête des ministères autrichiens de la Défense et des Finances dans le cadre de la coalition noire-bleue, avaient également perçu des sommes d'Airbus, mais la justice avait alors conclu à l'absence de preuves de corruption suffisantes.
Selon une enquête conjointe de Mediapart et Der Spiegel publiée en octobre 2017, la branche défense d'EADS (nom d'Airbus à l'époque des faits) aurait créé une caisse noire — sous la forme d'une entreprise domiciliée à Londres et nommée Vector — qui aurait reversé 104 millions d'euros de commissions occultes à plusieurs dizaines de sociétés écran, domiciliées dans des paradis fiscaux, ainsi qu'à diverses personnes, dans le but d'obtenir le contrat de vente des Eurofighters avec l'Autriche.
Selon Mediapart et Der Spiegel, les éléments dont disposent les justices allemande et autrichienne « montrent que Tom Enders [le président exécutif du groupe] a été personnellement très impliqué dans la création de Vector, et qu’il pouvait difficilement ignorer son objet réel »,. Le conseil d'administration d'Airbus apporte néanmoins son soutien à Thomas Enders et le groupe nie l’existence de toute corruption.

### Participation à un système de fraude à la TVA
En novembre 2017, dans le cadre des Paradise Papers, le Consortium international des journalistes d'investigation et Le Monde révèlent qu'Airbus (de même que Dassault Aviation) a participé à un système de fraude à la taxe sur la valeur ajoutée (TVA) utilisé par certains de ses riches clients. Au lieu de vendre un jet privé directement à son client, Airbus le vend à une société écran créée par celui-ci, société écran qui enregistre ensuite le jet à l'île de Man puis le loue au client (lequel se loue donc le jet à lui-même). Le jet étant exporté, le client bénéficie d'une exonération de la TVA en France. Une telle exonération doit s'accompagner d'un paiement de la TVA dans le pays de destination du produit. Mais la société écran peut attester d'une utilisation commerciale du jet (elle le propose à la location, officiellement), ce qui lui permet de ne pas davantage payer non plus la TVA dans l'île de Man. Le Monde présente l'exemple du milliardaire russe God Nisanov qui a pu économiser 9 millions d'euros au total, lors de l'achat d'un A318 en 2012,,.

### Enquête pour corruption aux États-Unis
Le 20 décembre 2018, on apprend qu'Airbus est visé par une enquête de la justice américaine pour corruption. Les investigations sont menées par le redoutable Department of Justice (DoJ) connu pour ne rien lâcher lorsqu'il poursuit des entreprises étrangères ayant commis des fraudes ou délits sur le territoire des États-Unis,. Airbus a été seulement prévenu lors de l'été 2018 qu'une enquête avait été ouverte à son encontre à la fin de l'année 2017. En cas de reconnaissance de sa culpabilité, Airbus pourrait devoir s'acquitter d'une amende record de plusieurs milliards de dollars, voire être poursuivi au pénal. En cas de condamnation au pénal en tant que personne morale, la société Airbus se verrait interdire l'accès aux marchés publics internationaux.
Selon Le Monde, Le département de la Justice américain aurait fait pression sur Airbus en l'informant qu'il avait réuni un dossier à charge contre lui. Lequel s'appuierait sur le Foreign Corrupt Practices Act, la législation anti-corruption américaine, susceptible de donner lieu à de très lourdes amendes ; face au risque encouru, Airbus aurait préféré se dénoncer aux Britanniques.

## Sociétés concurrentes et parts de marché

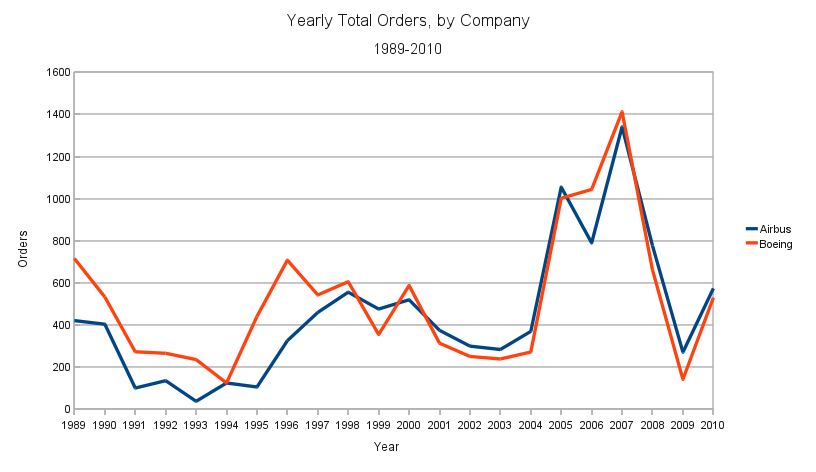
Compétition Airbus-Boeing : commandes nettes d'avions 1989-2010
Airbus
Boeing

- Avions de ligne moyen et long-courriers : Boeing
- Avions d’affaires à fuselage large convertis à partir d’avions de ligne : Boeing Business Jet, Embraer avec le Lineage 1000
- Avions de combat : Lockheed Martin, Boeing Defense, Space & Security, Soukhoï, Saab, Dassault Aviation
- Hélicoptères : Leonardo Helicopter division, Sikorsky Aircraft Corporation, Bell Aircraft Corporation
- Satellites : Lockheed Martin, Northrop Grumman, Boeing Defense, Space & Security, Loral Space and Communications, Thales Alenia Space
- Lanceurs spatiaux : United Launch Alliance (Lockheed Martin + Boeing), SpaceX, International Launch Services.

## Communication

### Mécénat et fondation

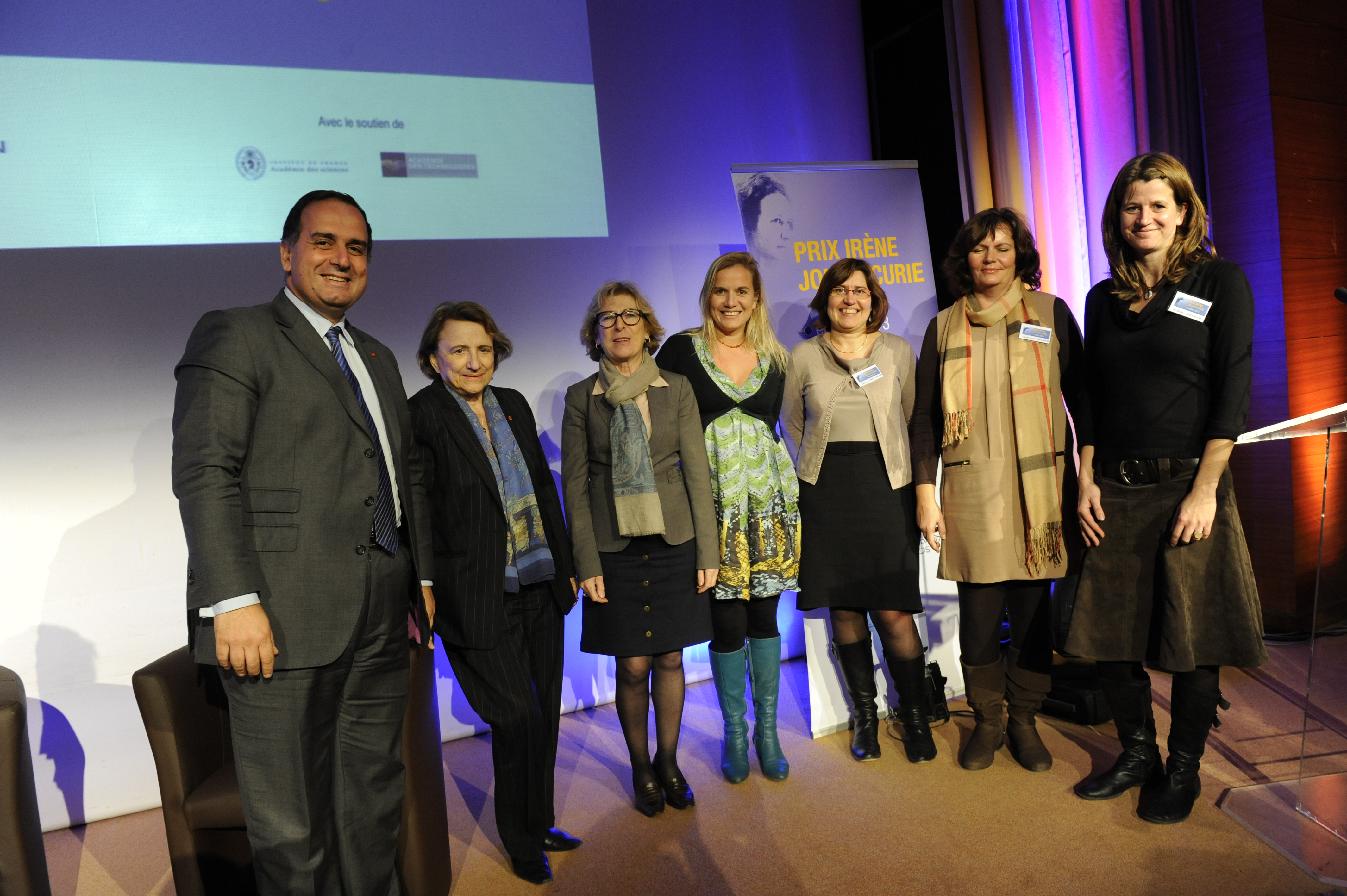
Marwan Lahoud et Geneviève Fioraso à la remise du prix Irène-Joliot-Curie en 2013.

Airbus Foundation a été créée en septembre 2004. La fondation a pour ambition de contribuer au rapprochement de la recherche publique et privée et s’investit dans la réalisation de projets scientifiques d’excellence. Elle poursuit également une action de mécénat « d’intérêt général » affirmant son engagement sociétal et éthique dans le domaine des sciences, en particulier redonner le goût des sciences aux jeunes, susciter des vocations scientifiques et techniques et encourager la diffusion de la culture scientifique.
Le groupe Airbus a été un sponsor de l'écurie de Formule 1, Caterham F1 Team en 2014, mais également des clubs de rugby à XV du Stade toulousain[Quand ?] et des Cardiff Blues[Quand ?].
En 1944 est créé le club omnisports du Toulouse Olympique Aérospatiale Club (étant à l'origine le club du SNCASE).

### Activité de lobbying

#### En France
Pour l'année 2017, Airbus SAS, Airbus Helicopters et Airbus Defence and Space déclarent à la Haute Autorité pour la transparence de la vie publique exercer des activités de lobbying en France pour un montant global qui n'excède pas 375 000 euros,,.

#### Auprès des institutions de l'Union européenne
Airbus Group est inscrit depuis 2008 au registre de transparence des représentants d'intérêts auprès de la Commission européenne. Il déclare en 2015 pour cette activité 6,5 collaborateurs à temps plein et des dépenses d'un montant compris entre 1 750 000 et 2 000 000 euros. Sur le même exercice, Airbus Group a reçu 30 millions d'euros de subventions des institutions de l'Union européenne.